# Сікач

Сікачі різних форм

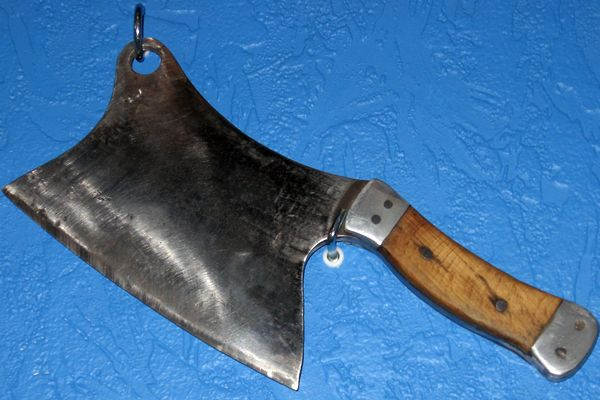
Кухарський сікач для розбирання м'яса

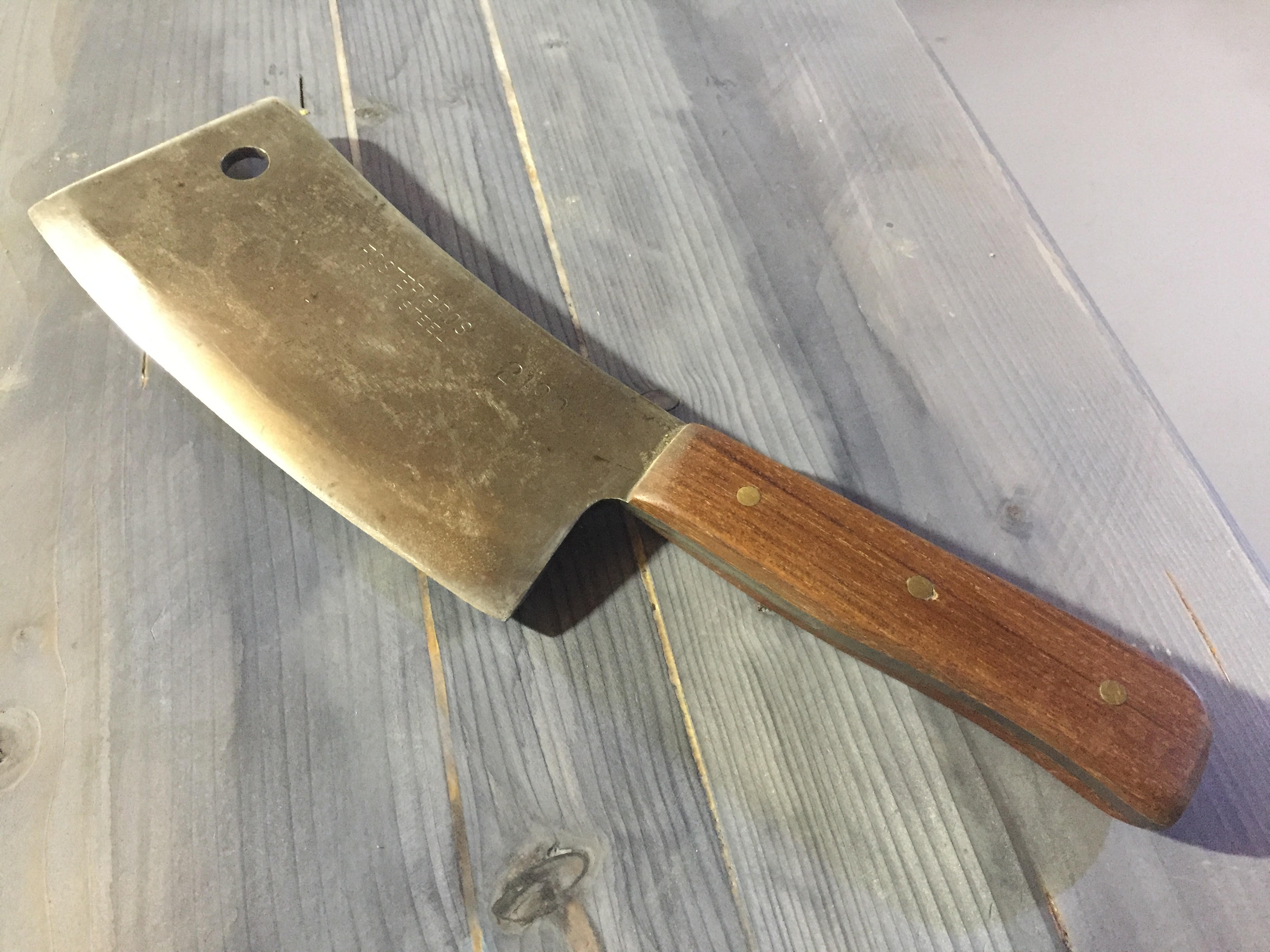
Сікач Foster, 1940 р.

Сіка́ч — ручний інструмент для січення, рубання. Використовується для розрубування м'яса, подрібнення рослинної сировини.

## Сікачі для м'яса
Ножі можуть значно розрізнятися за довжиною і вагою залежно від призначення. Прямокутні леза мають зазвичай 30-40 см у довжину і 7-15 у ширину. Руків'я можуть бути до 50 см завдовжки. Вага — 400-3000 г. Часто має вигляд короткого тесака, має прямокутне лезо. Обух потовщений. Застосовується для розрубування замороженого м'яса, розбирання його по суглобах. У швейцарського сікача лезо розташоване перпендикулярно до руків'я.
Великі сікачі використовують у ремісному м'ясному виробництві для розсікання туш вздовж хребта (у промисловому це робиться шляхом розпилювання). Сікачі меншого розміру — для розділення окремих частин туші, а також для розбирання тушок дрібних тварин.